# Беспалова Надія Іванівна
Беспалова (Дергаченко, Прищепа) Надія Іванівна (нар. 28 червня 1956) — радянська спортсменка, срібна призерка Ігор XXII Олімпіади з академічного веслування у складі вісімки, дворазова чемпіонка світу.

## Спортивні досягнення
1977 — срібна призерка чемпіонату світу в Амстердамі.
1978 — чемпіонка світу в Новій Зеландії.
1979 — чемпіонка світу в Югославії.
1980 — заслужений майстер спорту СРСР.
1980 — срібна призерка Ігор XXII Олімпіади у складі вісімки.
1980 — нагороджена медаллю «За трудову відзнаку».
1983 — закінчила Київський державний інститут фізичної культури.